# 이유림
이유림(2000년 1월 27일~)은 대한민국의 배드민턴 선수로, 삼성생명 배드민턴단 소속으로 활동하고 있다.